# Alle Wege führen heim
Alle Wege führen heim (Alternativtitel: Mein Sohn Michael) ist ein deutscher Spielfilm von Hans Deppe aus dem Jahr 1957. Das Drehbuch verfassten Juliane Kay und Jacob Geis. Die Hauptrollen sind mit Luise Ullrich, Christian Doermer und Fritz Tillmann besetzt. Uraufgeführt wurde der Film am 31. Oktober 1957.

## Handlung
Tilla Haidt hadert mit ihrem Schicksal. Ihr Mann musste im Krieg sein Leben für das Vaterland lassen, und von ihrem Sohn Michael wartet sie nun schon seit Jahren auf ein Lebenszeichen. Seit dieser vor 14 Jahren mit der Kinderlandverschickung den Ort verlassen hat, hat sie nie mehr etwas über ihn gehört. Trost findet sie nur in ihrer Arbeit mit Ton und Gips. Zuweilen erhält sie auch Besuch von zwei Gästen, die ihr sehr willkommen sind: Dr. Jacobs und Pastor Nielsen.
Die jungen Burschen Kurt, Jochen und Michael schlagen sich als Landstreicher durchs Leben. Als sie in einer Scheune ihr Lager aufgeschlagen haben und rauchen, steht plötzlich das Gebäude in Flammen. Bei ihrer Flucht werden Kurt und Jochen von der Polizei geschnappt; Michael kann auf Tillas Anwesen fliehen, wo er sich gleich im Haus versteckt. Aber schon in der folgenden Nacht entdeckt die Hausherrin den Eindringling. Sie glaubt, er sehe ihrem Sohn sehr ähnlich, und als sie dessen Namen hört, ist sie sich sicher, dass er es auch ist. Weil es sich auf Tillas Hof gut leben lässt, spielt Michael von nun an die ihm zugedachte Rolle.
Dr. Jacobs, der auf Tilla ein Auge geworfen hat, merkt bald, dass hier etwas nicht stimmt. Weil er aber auch gute Seiten an Michael entdeckt, sucht er nach einer Lösung, die möglichst alle befriedigen soll. Auch Pastor Nielsen will sich Gewissheit verschaffen. Er bittet seine vorgesetzte Dienstbehörde, die Schicksalskarte Michael Haidts aufzudecken. Die Antwort überrascht ihn nicht: Tillas Sohn ist nachweislich tot. Auch die Frau selbst muss bald einsehen, dass sie von einem Blender getäuscht worden ist. Aber hat sie ihm nicht selbst diese Rolle zugewiesen?
Mittlerweile sind Michaels Freunde aus der Haft entlassen worden. Gemeinsam schaffen sie es, Michael wieder auf ihre Seite zu ziehen. In der Nacht plündern sie Tillas Geldkassette und fahren mit ihrem Auto weg. Weit kommen sie allerdings nicht; denn schon bald endet die Reise an einem Baum.
Bei der Verhandlung im Kommissariat bricht Michael plötzlich an einer Verletzung zusammen. Als er im Krankenhaus seine Augen aufschlägt, sitzt Tilla Haidt an seinem Bett und erkundigt sich nach seinem Befinden. Etwas verwirrt wird sie von dem jungen Mann gefragt, weshalb sie so gut zu ihm sei, wo sie doch wisse, dass er ihr Geld gestohlen habe. Sein liebster Wunsch sei jetzt, raus aus dem Krankenhaus zu kommen und nichts wie weg. Egal, wohin! „Wenn du möchtest“, sagt Tilla zu ihm, „kannst du auch zu mir kommen, aber wenn du gehst, dann geh nicht so weit und komm ab und zu einmal heim zu mir.“

## Produktionsnotizen
Die Außenaufnahmen entstanden in der nordfriesischen Stadt Husum in Schleswig-Holstein. Die Bauten wurden von den Filmarchitekten Willy A. Herrmann und Heinrich Weidemann geschaffen.

## Kritik
Das Lexikon des internationalen Films bemerkt lapidar, bei dem Streifen handle es sich um einen sogenannten „Problemfilm aus der deutschen Nachkriegszeit.“ Etwas ausführlicher wird der Film in der später erfolgten Online-Ausgabe „Zweitausendeins“ gewürdigt: „Handwerklich solide gemachter, aber durch Sentimentalitäten und Unglaubwürdigkeiten verwässerter Problemfilm.“

## Quelle
Programm zum Film: Das Neue Film-Programm, Klemmer Verlag, Mannheim, ohne Nummernangabe